# M-611
M-611 är en bilväg i Madrid, Spanien, som sammanbinder orterna Miraflores de la Sierra och Rascafría, vilka ligger på ett avstånd mellan sig av 21,66 km. Vägens totala längd är 31980 meter. Vägen korsar Sierra de Guadarrama vid bergspasset Puerto de la Morcuera, 1796 meter över havet.
Vägen utgår från Soto del Real där den ansluter till M-608 på en höjd av cirka 900 m. Vid Miraflores de la Sierra är höjden 1200 m. Den stiger sedan cirka 600 meter tills den passerar Puerto de la Morcuera efter drygt 10 km, med en stigning av 4-6 %. Efter passet sänker sig vägen under 13 km med mellan 4,5-7 % innan den når Rascafría  på en höjd av 1150 meter. Ungefär 40 % av sträckningen ligger på mer än 1500 meter över havet, och resten av sträckningen aldrig under 1000 meter över havet.
Enligt trafikstatistiken för 2011 var dygnsmedeltrafiken 4714 fordon per dygn mellan korsningarna med M-608 och M-626 med en andel tung trafik av 4,50 procent. Vägavsnittet mellan Miraflores de la Sierra och Morcuera uppvisade 417 fordon per dygn med en andel tung trafik av 3,36 procent.